# Boarmia catharma
Boarmia catharma là một loài bướm đêm trong họ Geometridae.